# ストラスブールの降伏
ストラスブールの降伏（ストラスブールのこうふく、フランス語: Capitulation de Strasbourg）は、1681年9月30日に締結された、帝国自由都市のストラスブールをフランス王国の保護下に置く条約。

## 歴史
三十年戦争を終結させた1648年のヴェストファーレン条約ではハプスブルク家領だったアルザスの一部（主に南部）がフランスに併合された。しかし、ミュルーズ共和国は独立市として存続、ストラスブールも帝国自由都市のままであった。戦禍は免れたものの、ストラスブールは孤立してしまい、財政状況も悪化、神聖ローマ帝国からの援助も期待できなかった。
1681年9月28日、フランス王ルイ14世率いる軍勢3万がストラスブールを包囲、2日間の交渉を経てストラスブールは降伏した。ルイ14世は降伏の象徴としてストラスブールの防御工事の一部を破壊、ストラスブールの教会もプロテスタントからカトリックに戻された。
その後、1684年のレーゲンスブルクの和約ではストラスブールを含む、フランスが併合したアルザス地域の領土が20年後の1704年に帝国に返還されることを定めた。しかし、アウクスブルク同盟戦争によりこの条項は死文と化し、1697年のレイスウェイク条約ではフランスが占領地を併合することが承認された。これにより、ミュルーズ共和国とアルザス・ボッシュを除くアルザス地方は1697年以降ストラスブールにいるアンタンダンとコルマールにいるアルザス最高評定院により統治された。

## ギャラリー

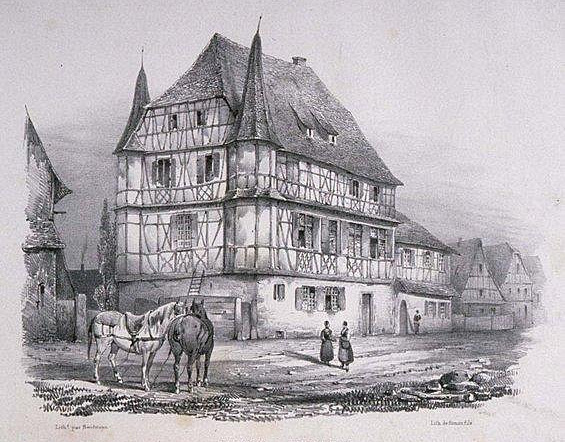
条約が締結された場所である、イルキルシュにある宅邸
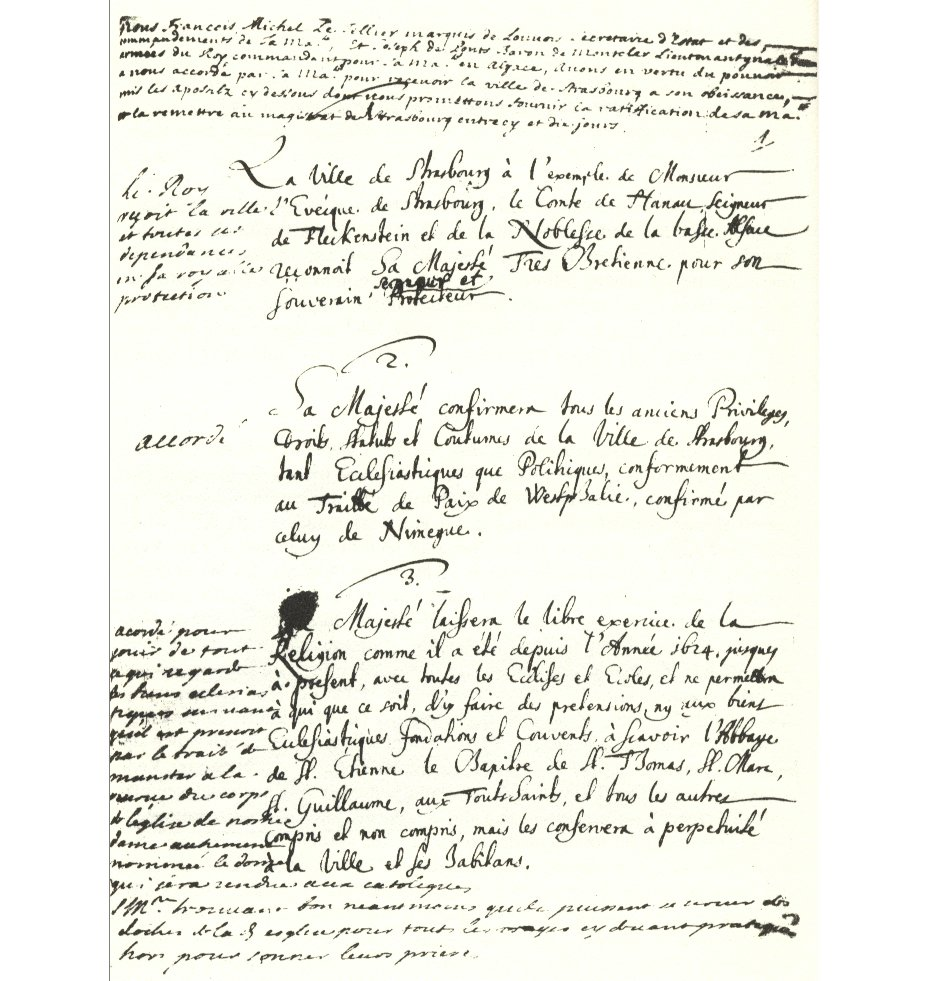
条約の正文
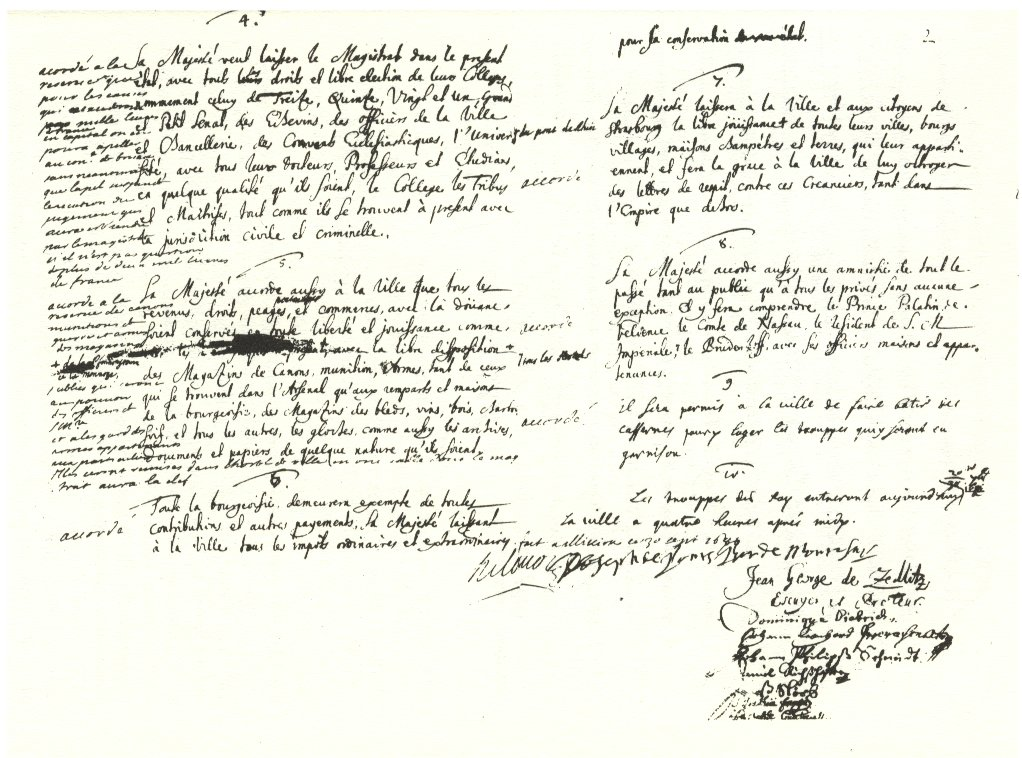
条約の正文